# Taizé-Aizie
Taizé-Aizie is een gemeente in het Franse departement Charente (regio Nouvelle-Aquitaine) en telt 564 inwoners (1999). De plaats maakt deel uit van het arrondissement Confolens.

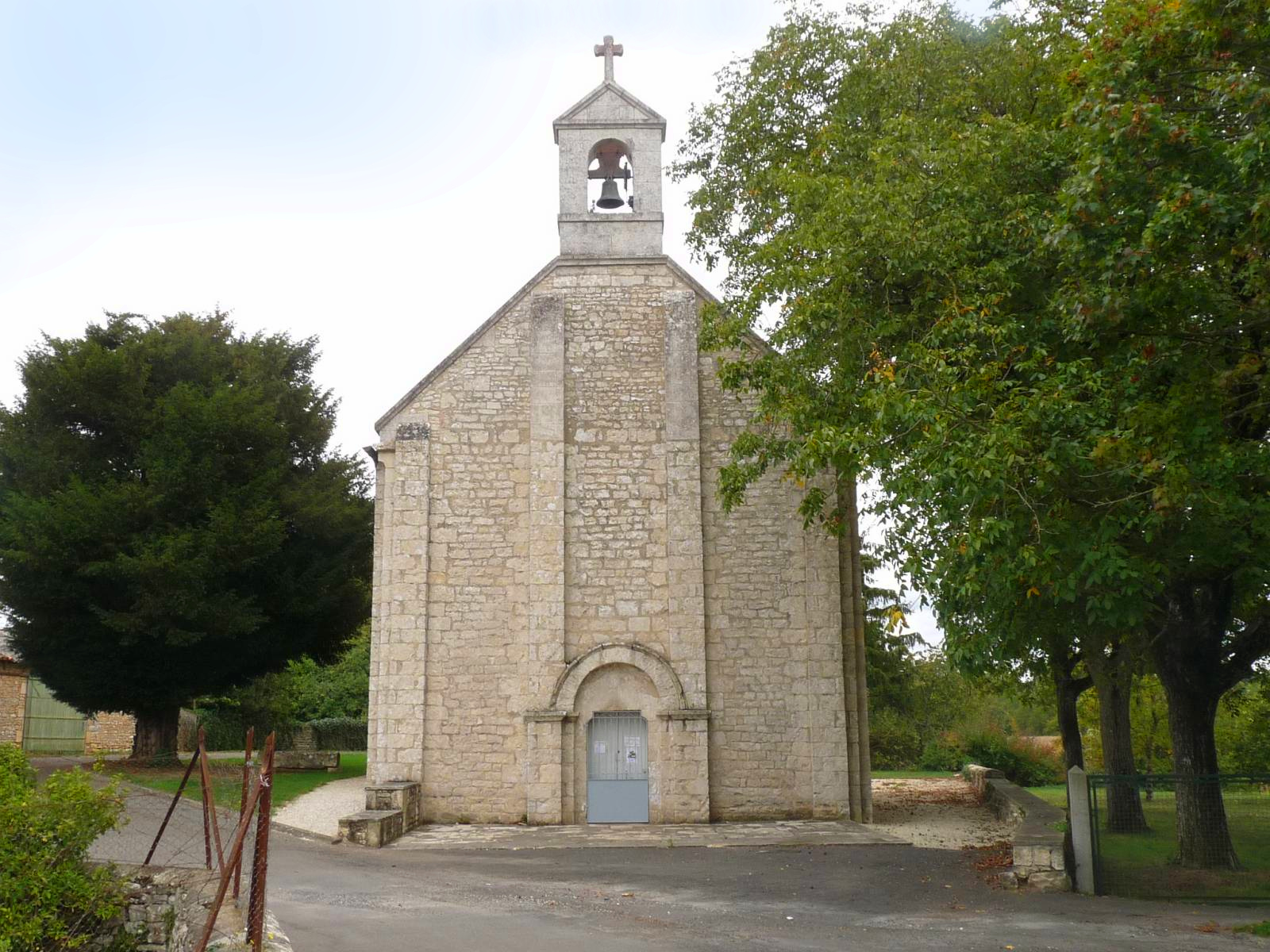
Kerk in Taizé
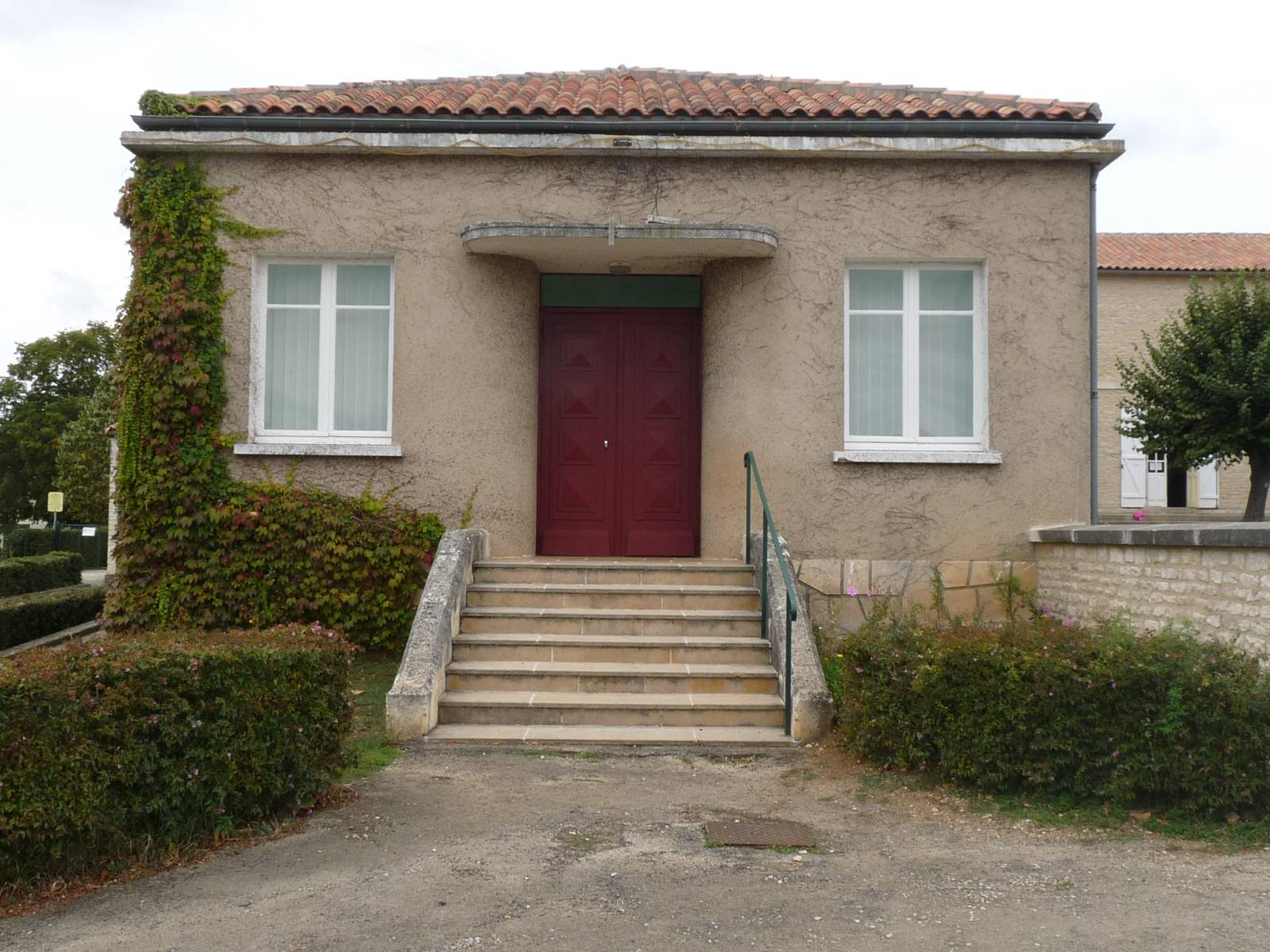
Gemeentehuis

## Geografie
De oppervlakte van Taizé-Aizie bedraagt 14,7 km², de bevolkingsdichtheid is 38,4 inwoners per km².
De onderstaande kaart toont de ligging van Taizé-Aizie met de belangrijkste infrastructuur en aangrenzende gemeenten.

## Demografie
Onderstaande figuur toont het verloop van het inwonertal (bron: INSEE-tellingen).